# Viktors Koržeņevičs
Viktors Koržeņevičs (ur. 9 lipca 1986 w Rydze) – łotewski siatkarz, grający na pozycji środkowego, reprezentant Łotwy. Od sezonu 2016/2017 występuje w drużynie VK Biolars Jełgawa.
Od 2014 roku uczstniczy w turniejach siatkówki plażowej.

## Sukcesy klubowe
Puchar Łotwy:
- 2003, 2004, 2006

Mistrzostwo Łotwy:
- 2006, 2007
- 2004, 2017, 2018

Liga bałtycka:
- 2006, 2007

Mistrzostwo Finlandii:
- 2009

Puchar Hiszpanii:
- 2010

Mistrzostwo Hiszpanii:
- 2010

Mistrzostwo Niemiec:
- 2011